# Olympische Sommerspiele 1948/Teilnehmer (Island)
| Gelbes Symbol für Goldmedaillen mit stilisierten Olympischen Ringen | Graues Symbol für Silbermedaillen mit stilisierten Olympischen Ringen | Braundes Symbol für Bronzemedaillen mit stilisierten Olympischen Ringen |
| ------------------------------------------------------------------- | --------------------------------------------------------------------- | ----------------------------------------------------------------------- |
| —                                                                   | —                                                                     | —                                                                       |

Island nahm an den Olympischen Sommerspielen 1948 in London mit einer Delegation von 20 Sportlern (17 Männer und drei Frauen) in 18 Wettkämpfen in drei Sportarten teil. Ein Medaillengewinn gelang keinem der Sportler. Fahnenträger bei der Eröffnungsfeier war der Leichtathlet Finnbjörn Þorvaldsson.

## Teilnehmer nach Sportarten

### Kunstwettbewerbe
- Ásgeir Bjarnþórsson
Malerei

### Leichtathletik
- Finnbjörn Þorvaldsson
100 m: Vorläufe
4 × 100 m Staffel: Vorläufe
Weitsprung: in der Qualifikation ausgeschieden

- Haukur Clausen
100 m: Vorläufe
200 m: Vorläufe
4 × 100 m Staffel: Vorläufe

- Reynir Sigurðsson
400 m: Vorläufe

- Óskar Jónsson
800 m: Vorläufe
1500 m: Vorläufe

- Ásmundur Bjarnason
4 × 100 m Staffel: Vorläufe

- Trausti Eyjólfsson
4 × 100 m Staffel: Vorläufe

- Torfi Bryngeirsson
Stabhochsprung: in der Qualifikation ausgeschieden

- Sigfús Sigurðsson
Kugelstoßen: 13. Platz

- Vilhjálmur Vilmundarson
Kugelstoßen: in der Qualifikation ausgeschieden

- Jóel Sigurðsson
Speerwurf: in der Qualifikation ausgeschieden

- Örn Clausen
100 m: Vorläufe
Zehnkampf: 12. Platz

### Schwimmen
Männer
- Ari Friðbjörn Guðmundsson
100 m Freistil: Vorläufe
400 m Freistil: Vorläufe

- Guðmundur Ingólfsson
100 m Rücken: Vorläufe

- Sigurður Th. Jónsson
200 m Brust: Halbfinale

- Sigurður Jónsson
200 m Brust: Vorläufe

- Atli Steinarsson
200 m Brust: Vorläufe

Frauen
- Kolbrún Ólafsdóttir
100 m Rücken: Vorläufe

- Anna Ólafsdóttir
200 m Brust: Vorläufe

- Þórdís Árnadóttir
200 m Brust: Vorläufe